# The Document Foundation
The Document Foundation (TDF) là một tổ chức phi lợi nhuận hỗ trợ bộ ứng dụng văn phòng tự do mã nguồn mở. Nó được thành lập bởi những thành viên của Cộng đồng OpenOffice.org nhằm quản lý và phát triển LibreOffice, một bộ ứng dụng văn phòng mã nguồn mở, và được đăng ký hợp pháp tại Đức như là một Stiftung. Mục tiêu của họ là tạo ra một bộ ứng dụng văn phòng độc lập cùng các hỗ trợ ODF trong môi trường phát triển không bị kiểm soát bởi các doanh nghiêp.
The Document Foundation được thành lập một phần vì lo ngại rằng Oracle Corporation, sau khi mua lại Sun Microsystems, có thể sẽ khai tử OpenOffice.org như họ đã làm với OpenSolaris.

## Tổ chức

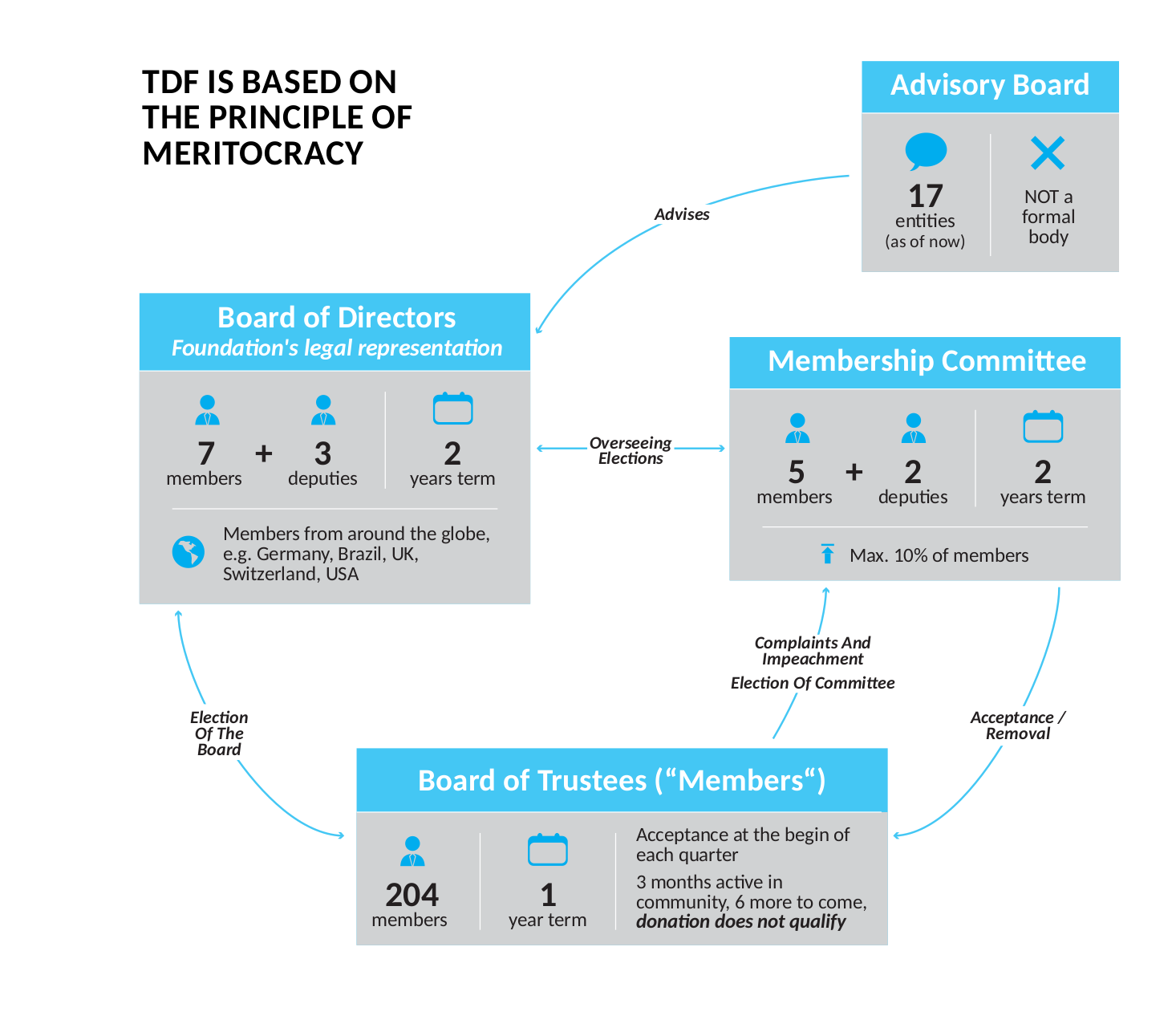
Hình ảnh này cho thấy mối quan hệ giữa các nhóm chính thức khác nhau trong The Document Foundation, trong đó có Hội đồng quản trị, Ban thành viên, và Ban Quản trị.

The Document Foundation có nhiều bộ phận quản lý những hoạt động của mình:
- Hội đồng Quản trị, đại diện cho tổ chức và điều hành các hoạt động kinh doanh của mình.
- Ủy ban Hội viên - Membership Committee-, tổ chức các cuộc bầu cử hội đồng quản trị và thừa nhận ủy thác mới, cấp cho họ quyền biểu quyết
- Ban Quản trị -Board of Trustees - ("Thành viên"),tổ chức bầu ra Hội đồng Quản trị và Ủy ban Hội viên

Ngoài ra còn có một ban cố vấn không chính thức để kết nối với các tổ chức và các đơn vị khác.

### Hội đồng Quản trị
Lần bầu cử thứ ba, Hồi đồng quản trị có 7 thành viên và 3 đại biểu. Tính đến tháng 2/2016 Hội đồng quản trị bao gồm các thành viên:
- Thorsten Behrens
- Osvaldo Gervasi
- Jan Holesovsky
- Marina Latini (Chủ tịch)
- Michael Meeks (Phó Chủ tịch)
- Simon Phipps
- Eike Rathke
- Andreas Mantke (Đại biểu)
- Björn Michaelsen (Đại biểu)
- Norbert Thiebaud (Đại biểu)

The Document Foundation hiện đang bổ nhiệm Florian Effenberger làm Giám đốc điều hành.

### Ban cố vấn
Tháng 6/2011 Quỹ thông báo rằng họ đã thành lập một ban cố vấn. Các thành viên ban đầu bao gồm Google, SUSE, Red Hat, German registered society Freies Office Deutschland e.V., Software in the Public Interest, và Free Software Foundation. Tháng 2/2012, Intel gia nhập ban cố vấn. Tháng 10/2012, Lanedo gia nhập. Tháng 6/2013, French Inter-Ministry Mutualisation for an Open Productivity Suite (MIMO) -các nhóm làm việc của chính phủ chịu trách nhiệm cho 500.000 desktops - và King Abdulaziz City for Science and Technology (KACST) của Ả Rập Xê Út gia nhập vào Ban cố vấn. Tháng 7/2013, TDF thông báo rằng AMD đã gia nhập Ban cố vấn.

## Lịch sử

### Thành lập

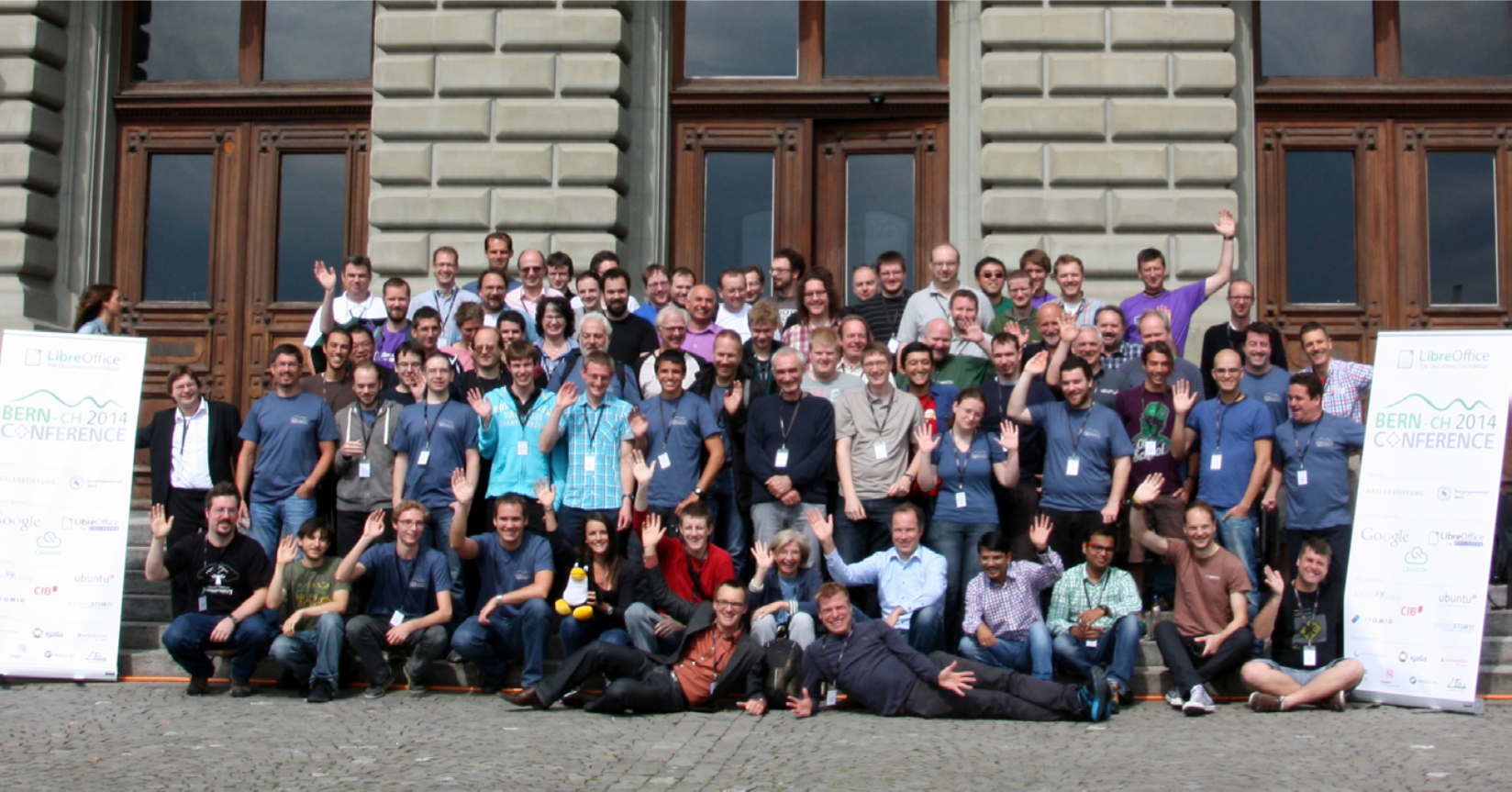
Khán giả của Hội nghị LibreOffice 2014 tại Bern, bao gồm thành viên của Ủy ban Hội viên, Hội đồng Quản trị và nhân viên của The Document Foundation

The Document Foundation ra mắt ngày 28 tháng 9 năm 2010 với Quỹ được điều hành bởi "Steering Committee" -Ban điều hành- Trong giai đoạn ban đầu. Các thông báo đã nhận được hỗ trợ từ các công ty bao gồm Novell, Red Hat, Canonical và Google. Tháng 12/2010, The Document Foundation thông báo BrOffice Centre of Excellence for Free Software, Tổ chức hỗ trợ cho BrOffice gia nhập vào quỹ.
The Foundation cũng đã tạo ra một thương hiệu phân nhánh của OpenOffice.org được dựa trên phiên bản 3.3 sắp ra mắt, với các bản vá lỗi và xây dựng phần mềm từ phân nhánh của Go-oo. Người ta hy vọng rằng tên LibreOffice sẽ chỉ là tạm thời và đã mời Oracle gia nhập là thành viện của The Document Foundation, và được yêu cầu hiến tặng thương hiệu OpenOffice.org cho dự án. Sau khi công bố, Oracle yêu cầu các thành viên của OpenOffice.org Community Council là thành viên của The Document Foundation rời khỏi Council, tuyên bố điều này thể hiện một xung đột lợi ích, rời khỏi hội đồng cộng đồng bao gồm 100% nhân viên của Oracle.

Jacqueline Rahemipour, đồng lãnh đạo của OpenOffice.org Board,tuyên bố:
Mặc dù nó đã được nhấn mạnh nhiều lần rằng sẽ có sự hợp tác về mặt kĩ thuật, và những thay đổi có thể xảy ra - không có dấu hiệu từ Oracle để thay đổi suy nghĩ của mình về vấn đề tổ chức và quản lý dự án. Đối với những người muốn đạt được một sự thay đổi như vậy, nhưng thấy không có cơ hội hiện thực trong các dự án hiện tại và do đó được tham gia vào các TDF, tiếc là kết quả này trong một "hoặc là / hoặc" câu hỏi.
Câu trả lời cho những người đã ký vào bức thư này là rõ ràng: Chúng tôi muốn có một sự thay đổi để cung cấp cho cộng đồng cũng như các phần mềm họ phát triển có các cơ hội để phát triển. Vì lý do này, từ bây giờ, chúng tôi sẽ hỗ trợ The Document Foundation và sẽ – như một đội – Phát triển và thúc đẩy LibreOffice.

Khi dự án được công bố, The Document Foundation không tồn tại như một thực thể pháp lý. Ban quản trị đã muốn chính thức thiết lập một quỹ, và các nghiên cứu sau đó đã chọn lập quỹ tại Đức. Ngày 16/1/2011, một chương trình gây quỹ đã được đưa ra với mục tiêu là €50,000 cần để tao lập một quỹ ở Đức. Số tiền đã đóng góp đủ trong 8 ngày.
Sau khi hoàn thành các yêu cầu pháp lý, Quỹ đã chính thức ra mắt ngày 17/1/2012.

#### Phản ứng
Khi đánh giá vai trò của Oracle tại các sự kiện xung quanh việc thành lập The Document Foundation, tác giả Ryan Cartwright vào cuối tháng 10/2010 cho biết:
Điều tồi tệ nhất về động thái này của Oracle là nó sẽ phân chia một cộng đồng mà không cần phải chia tách. Các cộng đồng phần mềm tự do phát triển mạnh về các dự án chia tách và sẽ tích cực đi theo con đường của tự do hơn. Mambo trở thành Joomla, Xfree86 có tất cả, nhưng biến mất và StarOffice bây giờ được coi là anh em họ ít tự do của OpenOffice.org (và không theo một cách tốt). Những gì Oracle vừa làm là đặt ngón tay của họ trong tai của họ và nói "la la la" với các nhà phê bình của họ từ trong cộng đồng phần mềm tự do. Với động thái họ sẽ tuyển dụng nhiều đối thủ hơn... Điểm mấu chốt là trong tất cả các Oracle này đã có cơ hội vàng sau cơ hội vàng để thực sự tiến bộ cho tất cả mọi người - không chỉ là OpenOffice.org hoặc cộng đồng phần mềm miễn phí. Họ có thể là những nhân tố then chốt và lớn nhất của bộ ứng dụng văn phòng miễn phí phổ biến nhất và họ đối xử với nó như bị nhảy mũi. Họ thổi bay nó.

Trong tháng 10 năm 2010 Bruce Byfield của Linux Magazineđã gợi ý rằng sự hình thành của The Document Foundation chỉ là sự tự làm mới dự án Go-oo và sẽ gây tổn hại lâu dài cho người sử dụng.
What happened, I suspect, was that Go-OO, already chafing under Sun's tight control of OpenOffice.org's direction, saw more of the same -- if not worse -- awaiting in Oracle. Hoping to succeed before Oracle could articulate its plans, Go-OO members reinvented themselves, and announced the foundation that they had long been calling for. But Oracle refused to be stampeded, and escalated the fork into something that resembles corporate warfare. Whatever the merits of either side (and I am most inclined to support The Document Foundation, although only on the principle that any number is greater than zero), I suspect that the losers in this situation will be the users. The risk is that time will continue to be spent in flame wars that could be better spent in coding. What seems likely is not only a general division and duplication of effort, but, in Oracle's case, a decision to focus on proprietary development as a defensive measure. By making the gambit that it did, The Document Foundation may have perpetuated another version of the stalemate that it was trying to break.
Tháng 4/2011, Oracle đã thông báo ý định của mình để di chuyển OpenOffice.org thành một "dự án thuần túy dựa vào cộng đồng". Oracle cũng chấm dứt sản phẩm thương mại của nó, có tên Oracle Open Office. Theo quan điểm của một số người những động thái này là một phản ứng đối với sự hình thành của The Document Foundation, nhưng theo cựu giám đốc Sun Simon Phipps: 
Các hành động của việc thành lập The Document Foundation và dự án LibreOffice của họ đã không gây thiệt hại có thể chứng minh với hoạt động kinh doanh của Oracle. Không có sự cạnh tranh thương mại mới với Oracle Open Office (phiên bản thương mại của họ OOo) phát sinh từ LibreOffice. Không có những đóng góp mà Oracle có giá trị bị kết thúc bởi sự sáng tạo của mình. khả năng của Oracle để tiếp tục phát triển các mã đã không hề suy giảm. Quyết định của Oracle dường như chỉ đơn giản rằng, sau một năm đánh giá, lợi nhuận có được từ việc phát triển Oracle Open Office và Oracle Cloud Office không biện minh cho tiền lương của hơn 100 nhà phát triển cao cấp làm việc trên cả hai. Chứng tỏ TDF là một cách nào đó để đổ lỗi cho một quyết định kinh doanh cứng rắn mà dường như không thể tránh khỏi từ ngày Oracle mua lại Sun đã được công bố là lúc tốt nhất không thành thật.

Ngày 2/6/2011 Oracle chuyển đổi giấy phép OpenOffice.org sang Apache License 2.0 và chuyển giao quyền sở hữu tài sản và thương hiệu của dự án cho Apache Software Foundation.

### Bổ sung thêm Document Liberation Project
Ngày 02/4/2014, The Document Foundation thông báo một dự án con của mình, Document Liberation Project. Nó tự định nghĩa như là "một ngôi nhà cho cộng đồng đang lớn dần các nhà phát triển hợp nhất cho người dùng miễn phí từ nhà cung cấp nội dung khóa".